# Yoyoy Villame
Yoyoy Villame (* 1938 in Bohol als Roman Villame; † 18. Mai 2007 in Las Piñas) war ein philippinischer Sänger und Schauspieler.

## Leben
Yoyoy Villame begann seine Karriere als Schauspieler in den frühen 1970er Jahren. Eine seiner größten Rollen hatte er 1974 in dem Thriller Biktima. In diesem Jahrzehnt machte er auch als Sänger auf sich aufmerksam und konnte mit zahlreichen Liedern in die US-amerikanischen Charts einsteigen. Zu seinen größten Erfolgen gehörte Mag-Exercise Tayo aus dem Jahr 1977. Im Jahr 2004 spielte er seine letzte Filmrolle in dem Film Women of the Breakwater. Seine Lieder waren durch die Geschichte seiner Heimat geprägt und handelten von Themen wie zum Beispiel dem portugiesischen Entdecker Magellan, der in spanischen Diensten auf den Philippinen starb. Villame veröffentlichte außerdem das Buch "Philippine Geography", ein Werk über ungewöhnliche Orte auf den Philippinen.
Yoyoy Villame starb nach Herzproblemen im Las Piñas Medical Center. Er hinterließ eine Tochter, Hannah Villame, die ebenfalls Sängerin ist.

## Diskografie
- Magellan – Yoyoy Villame
- Mag-Exercise Tayo – 1977
- Tarsan & Barok – 1977
- Nasaan ka Darling – 1977
- Da Da Da – 1982
- Butse Kik – ?